# Dr. Mollercollege
Het Dr. Mollercollege is een katholieke school voor tweetalig voortgezet onderwijs in Waalwijk.
Samen met het D'Oultremontcollege, het Van Haestrechtcollege en de Walewyc vormt het Mollercollege de Ons Middelbaar Onderwijs (OMO) Scholengroep de Langstraat. Het Mollercollege biedt de onderwijstypen havo, atheneum en gymnasium aan.

## Geschiedenis
Het Mollercollege begon in 1916 als Waalwijkse handelsschool als eerste school van Ons Middelbaar Onderwijs opgericht door Henrik Moller. In 1931 begon de driejarige hbs-opleiding en in 1955 werd ook gymnasiumonderwijs aangeboden. In 2006 werd tweetalig vwo geïntroduceerd en in 2014 ook tweetalig havo.

## Bekende oud-leerlingen
- Ruben Brekelmans (1986), politicus en minister van defensie (kabinet-Schoof)
- Annette Nijs (1961), oud-staatssecretaris
- Wieki Somers (1976), ontwerpster
- Martinus Veltman (1931-2021), natuurkundige (Nobelprijswinnaar)